# Dictyonema moorei
Dictyonema moorei är en lavart som först beskrevs av William Nylander och som fick sitt nu gällande namn av Henssen 1963. 
Dictyonema moorei ingår i släktet Dictyonema, klassen Agaricomycetes, divisionen basidiesvampar och riket svampar. Inga underarter finns listade i Catalogue of Life.